# Currituck County
Currituck County ist ein County im Bundesstaat North Carolina der Vereinigten Staaten. Der Verwaltungssitz (County Seat) ist Currituck.

## Geographie
Das County liegt im äußersten Nordosten von North Carolina, grenzt im Norden an Virginia und hat eine Fläche von 1361 Quadratkilometern, wovon 684 Quadratkilometer Wasserfläche sind. Es grenzt im Uhrzeigersinn an folgende Countys: Dare County und Camden County.

## Geschichte
Das Currituck County wurde 1668 gebildet. Benannt wurde es, wie auch die Bezirkshauptstadt Currituck, nach einem Stamm der Algonkin-Indianer. Die Übersetzung des Namens lautet „Wildgänse“.
Zwölf Bauwerke und Stätten des Countys sind insgesamt im National Register of Historic Places eingetragen (Stand 24. Februar 2018).

## Demografische Daten
Nach der Volkszählung im Jahr 2000 lebten im Currituck County 18.190 Menschen. Davon wohnten 163 Personen in Sammelunterkünften, die anderen Einwohner lebten in 6.902 Haushalten und 5.204 Familien. Die Bevölkerungsdichte betrug 27 Einwohner pro Quadratkilometer. Ethnisch betrachtet setzte sich die Bevölkerung zusammen aus 90,41 Prozent Weißen, 7,25 Prozent Afroamerikanern, 0,46 Prozent amerikanischen Ureinwohnern, 0,39 Prozent Asiaten, 0,03 Prozent Bewohnern aus dem pazifischen Inselraum und 0,50 Prozent aus anderen ethnischen Gruppen; 0,97 Prozent stammen von zwei oder mehr Ethnien ab. 1,43 Prozent der Bevölkerung waren spanischer oder lateinamerikanischer Abstammung.
Von den 6.902 Haushalten hatten 33,6 Prozent Kinder unter 18 Jahren, die bei ihnen lebten. 61,6 Prozent davon waren verheiratete, zusammenlebende Paare, 9,2 Prozent waren allein erziehende Mütter und 24,6 Prozent waren keine Familien. 19,4 Prozent waren Singlehaushalte und in 7,6 Prozent lebten Menschen mit 65 Jahren oder älter. Die Durchschnittshaushaltsgröße betrug 2,61 und die durchschnittliche Familiengröße war 2,98 Personen.
25,3 Prozent der Bevölkerung waren unter 18 Jahre alt. 6,7 Prozent zwischen 18 und 24 Jahre, 30,5 Prozent zwischen 25 und 44 Jahre, 25,4 Prozent zwischen 45 und 64, und 12,0 Prozent waren 65 Jahre alt oder älter. Das Durchschnittsalter betrug 38 Jahre. Auf alle weibliche Personen kamen 98,6 männliche Personen. Auf alle Frauen im Alter von 18 Jahren oder darüber kamen 97,5 Männer.
Das jährliche Durchschnittseinkommen eines Haushalts (Median) betrug 40.822 US-$, das Durchschnittseinkommen einer Familie 46.382 $. Männer hatten ein durchschnittliches Einkommen von 32.619 $, Frauen 22.641 $. Das Prokopfeinkommen betrug 19.908 $. 10,7 Prozent der Bevölkerung und 8,9 Prozent der Familien lebten unterhalb der Armutsgrenze. 16,1 Prozent von ihnen sind Kinder und Jugendliche unter 18 Jahre und 8,9 Prozent sind 65 Jahre oder älter.